# Governamentalitat
Governamentalitat és un concepte desenvolupat pel filòsof francès Michel Foucault entre, aproximadament, 1979 i 1984, en el segon i tercer volum d'Història de la sexualitat, titulats L'ús dels plaers (1984) i La inquietud de si (1984), i a més d'en el seu treball sobre Tecnologies del jo (1982), on va començar a distingir entre subjetivación i formes de subjetivación. Al subjecte se li donava forma tant per l'exterior com des de l'interior, autònomament.
En una sèrie de conferències i articles, incloent El naixement de la biopolítica (1979), Omnes et Singulatim: cap a una crítica de la raó política (1979), El subjecte i el poder (1982) i Què és la il·lustració? (1984), va qüestionar la naturalesa de l'ordre social actual, la conceptualització del poder, la llibertat humana i els seus límits, les possibilitats i fonts de l'acció humana. La seva millor formulació d'aquests temes és en la seva lliçó titulada La Governamentalitat (1978). Foucault veu el govern com una forma tècnica general que inclou des del propi acte-control fins al control de les poblacions. Per a Foucault aquest concepte substitueix el seu anterior de poder-saber.
Governamentalitat fa referència a una economia específica de poder. Fa referència a una societat on el poder és descentralitzat i on els seus membres juguen un rol actiu en el seu propi autogovern. A causa d'aquest rol actiu, els individus necessiten ser regulats des de dins. La societat està basada en diferents esferes institucionals (família, escola, presó,...), i cada esfera segueix una lògica pròpia de govern que genera un cert coneixement sobre els subjectes. El coneixement produït permet governar com els individus es comportaran en certs contextos des de l'interior del subjecte, des del subjecte mateix.